# La interpretació dels somnis
La Interpretació dels Somnis (alemany: Die Traumdeutung) és una obra del psicoanalista vienès Sigmund Freud publicada el 4 de novembre de 1899, tot i que a la primera pàgina mostrà la xifra de l'any 1900. Es tracta d'un intent d'aproximar-se a la interpretació dels somnis de manera científica. A la primera edició, Freud descriu la seva obra de la següent manera:
"A les pàgines següents, demostraré que existeix una tècnica psicològica que fa possible interpretar els somnis, i que aplicant aquesta tècnica, cada somni es revelarà com una estructura psicològica carregada de significat, i a la qual es pot assignar un lloc específic entre les activitats psíquiques de la ment desperta. Encara més, em dedicaré a esclarir els processos que atravessen l'estranyesa i obscuritat dels somnis, i deduir d'aquests processos la naturalesa de les forces psíquiques el conflicte o cooperació de les quals és responsable dels nostres somnis."

## Tesis i mètode
El llibre introdueix la teoria de l'inconscient de Freud amb relació a la interpretació dels somnis. Els somnis, segons la teoria de l'autor i basant-se en la idea del determinisme psíquic, consisteixen en formes de realització de desitjos: intents de l'inconscient de resoldre un conflicte d'algun tipus, sigui quelcom de recent o alguna cosa que pertany al passat. La teoria d'aquesta obra tindrà un canvi fonamental en una etapa posterior de Freud, quan a Més enllà del principi de plaer descriurà somnis que no pertanyen a la realització del desig. L'inconscient a La interpretació dels somnis apareix com un àmbit on la informació pren forma desordenada i sovint sinistra o xocant, de manera que la "censura" que realitza la ment preconscient no permet que passi exactament sense alteracions al conscient. En el transcurs dels somnis, el preconscient és menys estricte en aquesta tasca que durant les hores de vigília, però tot i així manté la seva atenció. Per això l'inconscient ha de distorsionar i alterar el significat de la seva informació per escapar aquest mode de censura. Les imatges dels somnis, per aquest motiu, sovint no representen allò que semblen ser, i requereixen interpretació de més profunditat per tal de revelar les estructures de l'inconscient. El pas des d'un contingut manifest a una estructura més interna que revela el seu contingut latent és el "treball del somni".
Freud proposa aquesta tesi analitzant recerca prèvia sobre el camp de l'anàlisi oníric, que li sembla fascinant però inadequat. Descriu un nombre de somnis que il·lustren la seva teoria. Molts dels somnis que hi apareixen són seus propis, i de fet el mètode que empra és introduït en l'obra a través de l'anàlisi del seu somni "La injecció de l'Irma", tot i que molts d'altres provenen de pacients. Força de les fonts analitzades per Freud tenen el seu origen en la literatura, i de fet el llibre pretén ser tant un intent d'anàlisi literària com d'estudi psicològic. En aquesta obra apareix per primer cop la teoria del complex d'Èdip.

## Recepció i crítica
La primera edició del llibre tenia una tirada molt limitada. Les primeres 600 còpies van trigar molts anys a ser venudes. Freud va fer revisions del llibre com a mínim en vuit ocasions, i a la tercera edició hi va afegir una part molt extensa que analitzava el simbolisme dels somnis de manera molt literal, seguint la influència del psicòleg Wilhelm Stekel. Alguns psicoanalistes posteriors han expressat la seva frustració amb aquesta part, perquè sembla encoratjar una cerca directa de símbols sexuals o fàl·lics, simplificant els significats en imatges de l'acte sexual. La influència posterior del llibre ha estat molt gran, si bé aquesta part ha estat discutida i revisada per la psicoanàlisi del segle xx.

## Capítols
- 1. La literatura científica sobre els problemes del somni.
- 2. El mètode d'interpretació dels somnis, anàlisi d'un exemple de somni.
- 3. El somni és una realització de desig.
- 4. La deformació en el somni.
- 5. El material i les fonts del somni.
- 6. El treball del somni.
- 7. Psicologia dels processos del somni.

## Edicions en català
- Sigmund Freud, La interpretació dels somnis, Empúries, Barcelona, 1970. ISBN 978-84-7596-022-7